# 岡崎城下家康公夏まつり花火大会
岡崎城下家康公夏まつり花火大会（おかざきじょうかいえやすこうなつまつりはなびたいかい）は、愛知県岡崎市において毎年8月の第1土曜日に開催される花火大会。

## 概要
岡崎市は江戸時代から続く三河花火の本場であり、現在もおもちゃ花火問屋が数多くある。菅生川（乙川）では、江戸時代文化・文政の頃より菅生神社の祭礼として奉納花火が行われていた。1818年（文政元年）には藩主上覧の花火大会が行われ、菅生町を始めとする城下各町がそれぞれ花火を打ち上げたことが記録されている。
観光発展のため、市と合同で花火大会が行われるようになったのは戦後のことである。
現在は岡崎市の中心部を流れる乙川、矢作川の両河川の河畔を利用して行われている。殿橋下流には2艘の鉾船、「天王丸」「菅生丸」が浮かび、岡崎城をバックに花火が打ち上がる。乙川河川敷には桟敷が設置され、花火の打ち上げを目の前で楽しむことができる（桟敷席は有料で事前に抽選がある）。乙川に比べると矢作川河畔は規模は小さいが、乙川では見られない10号（1尺）玉を間近で見ることができる。
例年、打ち上げは18時50分から開始され、21時頃には終了する。少雨決行、荒天時は翌日に順延される。
2023年（令和5年）以来、地元局のテレビ愛知（テレビ東京系列）が生中継を実施している（後述）。

## 沿革
1948年（昭和23年）8月16日、第1回の観光夏まつり花火大会が開催された。
1950年（昭和25年）10月28日、第5回国民体育大会のバレーボール大会（会場：岡崎公園）の開催初日と同じ日に三河花火大会が開催された。
1958年（昭和33年）、菅生神社の祭礼である菅生祭が市主催の観光夏まつり花火大会に合流。この年から、市が購入した自衛隊払い下げの鉄舟が鉾船として菅生神社氏子に貸し出された。「天王丸」「千鳥丸」の船上と岸辺から金魚花火200発、乱玉2000発、手筒110本が奉納され、乙川の川面を彩ることとなった。
1969年（昭和44年）、台風による増水で「千鳥丸」が流出。
1978年（昭和53年）、花火大会に合わせ市は「岡崎五万石おどり」と「五万石太鼓」を創設した。伝馬通2丁目～康生通東1丁目の区間を3日間、歩行者天国とした。また、「菅生丸」を新造し、古くなった「天王丸」も船体を作り変えた。2隻とも長さ20メートル、幅5.55メートル、鋼鉄製の双胴型。やぐらは3階建て、帆柱の高さは19メートル。
1980年（昭和55年）8月1日、市はさらに「岡崎五万石みこし」を創設。その後「岡崎観光夏まつり五万石おどり・みこし」は花火大会前日のメイン・イベントとして定着した。
同年8月2日、第32回花火大会が開催。3隻目の鉾船「竹千代丸」が初お目見えした。製作は蒲郡市の伊藤造船。殿橋上流に「竹千代丸」、殿橋下流に「菅生丸」「天王丸」が浮かんだ。鉾船が3隻並ぶのは1937年（昭和12年）以来43年ぶり。
2012年（平成24年）2月20日、柴田紘一市長は平成24年度当初予算を発表。財政悪化を理由に、前年まで「五万石おどり・みこし」に充てられていた予算2,800万円の全額が削除された。通年の「観光事業委託料」も、平成23年度は1億1,801万8千円計上されていたものが平成24年度は8,138万2千円まで削減された。これにより「五万石おどり・みこし」は中止を余儀なくされた。
2013年（平成25年）2月18日、新市長の内田康宏は「五万石おどり・みこし」を市民主導型のイベントとして復活させることを発表。前々年までの主催時の運営費（2,800万円）に近い補助金が予算に組み込まれ、同年から夏まつりの一環として再開することとなった。また、花火大会の名称も「岡崎観光夏まつり花火大会」から、「岡崎城下家康公夏まつり 第○回花火大会」に変更された。
2015年（平成27年）8月1日、第67回花火大会が開催。徳川家康（家康の出生地は岡崎市）の没後400年目を記念する特別演出が行われた。最終の「超大仕掛花火」で関ヶ原の戦いが表現された。
2019年（令和元年）11月14日、東京オリンピックおよび東京パラリンピックの開催期間と重なることから、市は翌年の開催日を9月12日に変更すると発表した。
2020年（令和2年）5月8日、新型コロナウイルス感染症の拡大を受け、岡崎市はこの年の開催を中止すると発表した。内田康宏市長は花火大会にかかる計1億2,000万円の予算については「コロナウイルス対策への支援を踏まえ適切に執行したい」と説明した。
2021年（令和3年）6月24日、コロナ感染拡大を鑑み、岡崎市はこの年の9月11日に開催予定だった花火大会を中止すると発表した。
2022年（令和4年）8月6日、いくつかの修正を加え、3年ぶりに花火大会を開催した。時間は午後7時〜8時30分。例年より30分間短縮された。協賛席を含め、約1万5000人分の観覧席が河川敷や桜城橋、岡崎公園多目的広場などに設けられた。河川敷では従来の桟敷席ではなくマス席が設置された。
2023年（令和5年）、8月5日に実施された花火大会にあわせ、テレビ愛知が開局40周年企画として生中継を実施。ドローンや岡崎城天守閣などに設営された10台以上のテレビカメラを駆使して、開局以来初の「花火大会の実況生中継放送」をおこなった。なお、テレビ愛知は同年以降、引き続き生中継を実施している。

## 交通
大会当日は、会場周辺は交通規制と立ち入り禁止区域が設けられ、駐車場がほとんどないため見物に訪れるほとんどの客が公共交通機関を利用する。会場の近くを通る愛知環状鉄道・愛知環状鉄道線、名鉄名古屋本線では臨時列車が運行されたり、列車の増結が行われる。また、打ち上げ会場の最寄り駅である名鉄の岡崎公園前駅には上り16時から22時、下り19時から0時まで快速特急・特急を含め全列車が臨時停車をする（本来は普通電車のみの停車である）。特別車を有する列車に乗車する際には、同駅から特別車に乗車することが出来ないので注意が必要である。特別車へ乗車する際には、1駅隣の東岡崎駅または3駅隣の新安城駅を利用する（この日は夜間に快速特急が新安城駅に臨時停車する）。
なお、矢作川右岸での見物には矢作橋駅も利用できる。

## ギャラリー
- 菅生神社の鉾船（天王丸・菅生丸）
- 岡崎城下家康公夏まつり
- 菅生神社奉納花火（同時開催）の鉾船、乱玉
- 観覧者で埋まる岡崎公園多目的広場
- 国道1号の北側より花火を観覧
- 乙川右岸に設置された花火観覧用の桟敷